# Estella Blain
Estella Blain (nacida como Micheline Estellat ; 30 de marzo de 1930-1 de enero de 1982) fue una actriz y cantante francesa. Apareció en más de veinte películas entre 1954 y 1981. Interpretó el papel principal en la película Los frutos salvajes de Hervé Bromberger de 1954 . Blain se suicidó con un arma de fuego el primer día de Año Nuevo de 1982.

## Filmografía
| Año  | Título                       | Papel                    | Notas |
| ---- | ---------------------------- | ------------------------ | ----- |
| 1954 | Los frutos salvajes          | Maria Manzana            |       |
| 1954 | Service Entrance             | Une copine de Léo        |       |
| 1955 | Tant qu'il y aura des femmes |                          |       |
| 1957 | Les Collégiennes             | Marthe Chevalier         |       |
| 1958 | Secrets of a French Nurse    | Thérèse                  |       |
| 1959 | The Tiger Attacks            | Nadine Maroux            |       |
| 1959 | Les Dragueurs                | Sylviane                 |       |
| 1959 | Des Femmes Disparaissent     | Béatrice                 |       |
| 1960 | Colère froide                | Catherine                |       |
| 1960 | L'ennemi dans l'ombre        | Violaine                 |       |
| 1960 | Pirates of the Coast         | Isabela Linares          |       |
| 1960 | The White Horse Inn          | Klärchen Hinzelmann      |       |
| 1961 | Totòtruffa 62                | Diana Peluffo            |       |
| 1962 | Le Tout pour le tout         |                          |       |
| 1965 | La corde au cou              | Hélène                   |       |
| 1966 | Angelique and the King       | De Montespan             |       |
| 1966 | The Diabolical Dr. Z         | Nadia                    |       |
| 1966 | Marvelous Angelique          |                          |       |
| 1967 | Les têtes brûlées            | Lucia                    |       |
| 1968 | Love in the Night            | Nicole                   |       |
| 1968 | A Flea in Her Ear            | Defendant                |       |
| 1971 | Çiplaklar                    | Young ve wonderful woman |       |
| 1972 | Le franc-tireur              | La femme                 |       |
| 1974 | Love at the Top              | Shirley Douglas          |       |

## Teatro
- 1955 : Le Scieur de long de Marcel Moussy, Teatro du Tertre
- 1957 : La Mamma de André Roussin, Teatro de la Madeleine
- 1960 : HamletHamlet de William Shakespeare, Festival de Alsace
- 1962 : Les Oiseaux rares de Renée Hoste, Teatro Montparnasse
- 1963 : C'est ça qui m'flanqu'le cafard de Arthur L. Kopit, Teatro de Bouffes-Parisiens
- 1973 : Les Femmes au pouvoir d'Élie-Georges Berreby, mise en scène Christian Chevreuse, Teatro de Mathurins
- 1979 : La Cantate à trois voix de Paul Claudel